# Waschflasche

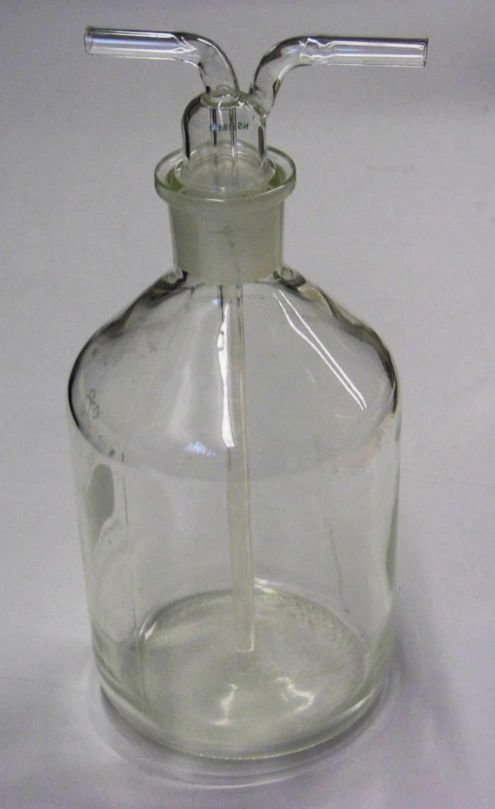
Waschflasche

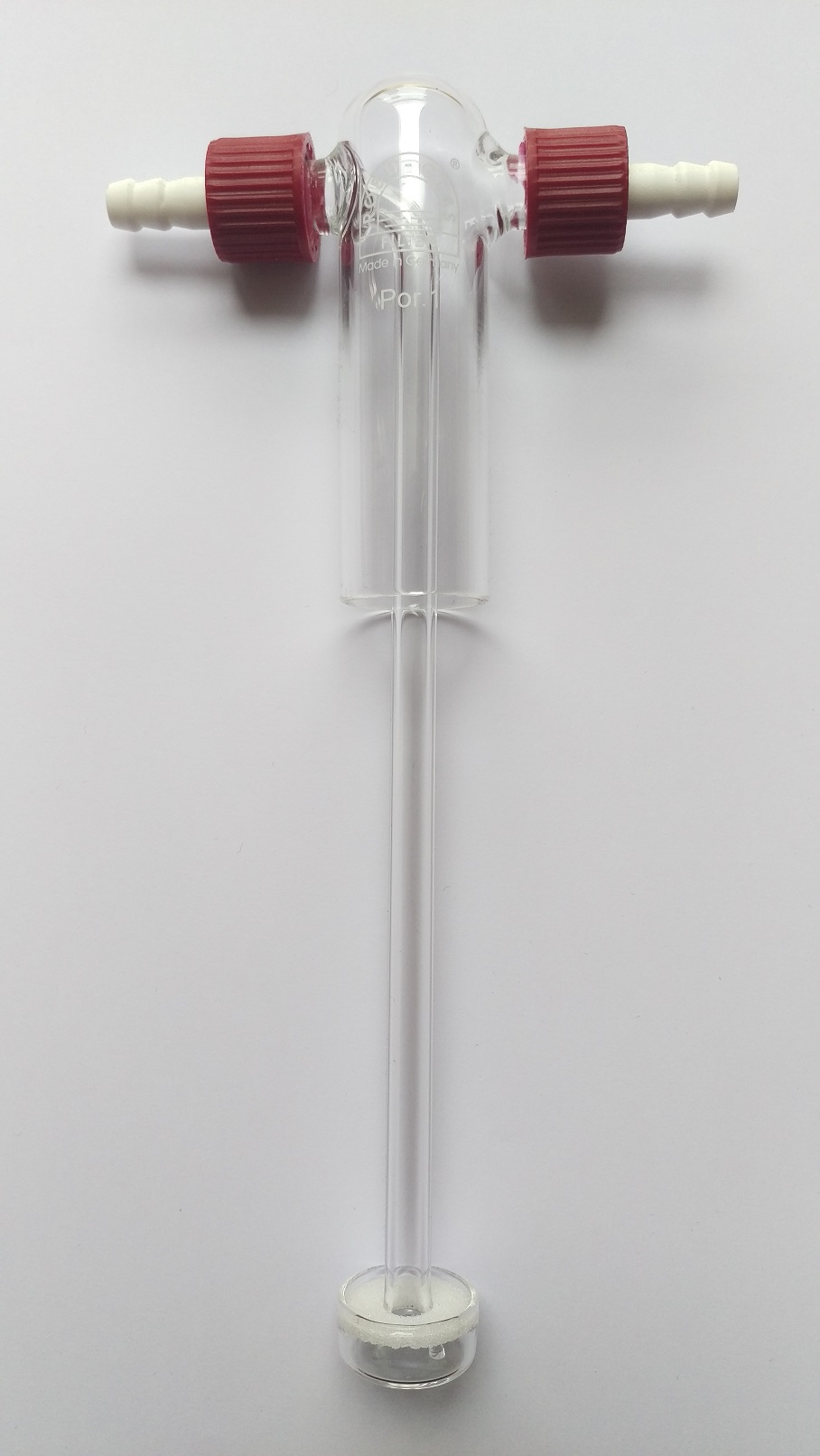
Einsatz einer Gaswaschflasche mit Fritte

Die Waschflasche (genannt auch Impinger) oder auch Gaswaschflasche ist ein Laborgerät, welches in einen Gasfluss eingeschaltet wird, wobei das Gas mittels eines Tauchrohres gezwungen wird, durch eine Flüssigkeit zu perlen, bevor es den Behälter wieder verlässt. Es dient dazu, Gase zu reinigen („waschen“). Die Flasche ist mit einem Lösungsmittel gefüllt, in das das gaszuführende Röhrchen eintaucht. Die direkt eingeleiteten durchperlenden Gase werden von Verunreinigungen teilweise oder ganz befreit, indem diese im Lösungsmittel zurückbleiben. Die gewaschenen Gase können danach durch ein zweites Rohr oben im Gefäß wieder abziehen. Die erste Gaswaschflasche zum Sammeln von luftgetragenen Stäuben wurde 1922 entwickelt.
Die eigentliche Einleitung des Gases in die Flüssigkeit kann im einfachsten Falle durch ein Glasrohr erfolgen, alternativ werden jedoch perforierte Düsenplatten oder Fritten aus den verschiedensten Materialien verwendet. Auf diese Weise sollen möglichst kleine Gasblasen erzeugt werden, so dass eine große Kontaktfläche zwischen Gas und Flüssigkeit entsteht. Als Material kommt im Labor hauptsächlich Glas – vorteilhaft transparent – zum Einsatz, doch gibt es auch Flaschen aus chemisch beständigen Kunststoffen und in seltenen Fällen sogar aus Metall.

## Anwendungsgebiete
Hauptzweck ist ein inniger Kontakt des Gases mit der Waschflüssigkeit, bei der es sich keinesfalls nur um Wasser handeln muss. Im Gegenteil: Durch Verwendung verschiedener Flüssigkeiten können vielfältige Aufgabenstellungen erfüllt werden.
Für den Gasstrom können folgende Anwendungen ausgeführt werden:
- Mit Wasser können Feststoffe (z. B. Staub, Rauch) entfernt werden. Gleichzeitig findet eine Befeuchtung statt.
- Durch den Einsatz von Laugen können Säurespuren entfernt werden.
- Hochkonzentrierte Schwefelsäure wird auf Grund ihrer hygroskopischen Eigenschaften zur Entfernung von Wasserdampf verwendet.
- Mittels verschiedener Lösemittel können gezielt bestimmte Komponenten aus dem Gas entfernt werden.
- Analog der Befeuchtung kann es auch erwünscht sein, den Gasstrom mit Dampf der Waschflüssigkeit anzureichern.
- Die aufsteigenden Blasen können auch als sichtbare Kontrolle für einen vorhandenen Gasstrom dienen.
- Durch das abgetauchte Rohr kann ein Zurückströmen von Gas entgegen der gewollten Richtung verhindert werden, wobei sich jedoch in Flussrichtung kein ungewollter Druck aufbauen kann (wie ein Gärverschluss bei der Weinherstellung).
- Nachweis von Kohlenstoffdioxid: Kalkwasser trübt sich, wenn Kohlenstoffdioxid hindurchgeleitet wird.
- Nachweis von Bioaerosolen: Luftgetragene Bakterien werden in einer physiologischen Kochsalzlösung abgeschieden.[1][2]
- Gezieltes Lösen von Gasen in Flüssigkeiten (z. B. Lösen von Chlor in Wasser zur Herstellung von Chlorwasser)

Für Flüssigkeit bestehen folgende Anwendungen:
- Besteht die Flüssigkeit aus mehr als einem Stoff, kann gezielt eine (mehrere) Komponente entfernt – ausgestrippt – werden. In diesem Fall ist nicht die Reinigung des Gases, sondern der Flüssigkeit das Ziel.

## Sicherheit
Für den Eventualfall der Umkehrung des Gasflusses, etwa durch Pumpenausfall, Enden des gaserzeugenden Prozesses, Versiegen einer Druckgasflasche und Abkühlung mit Zusammenziehen des Gasvolumens stromauf ist eventuell Vorsorge zu tragen, dass die Waschflüssigkeiten nicht gasstromauf zurückgesaugt werden. Das kann durch das Vorschalten einer umgekehrt orientierten Gaswaschflasche erfolgen, die in diesem Fall die Flüssigkeit aufnimmt, oder durch einen großvolumigen Hohlraum oberhalb des Tauchrohrs. In diesem Fall darf die Waschflasche nur mit so viel Waschflüssigkeit gefüllt werden, wie dieser Hohlraum sicher (rück-blubbernd) aufnehmen kann.

## Sonstige Anwendungen
Auf dem Prinzip der Waschflasche basieren Geräte, die zum inhalativen Konsum von Tabakrauch verwendet werden, wie die Shisha oder eine Bong, beide sind Wasserpfeifen.
In Kraftwerken wird das Prinzip der Waschflasche bei Gaswäschern verwendet, um Schadstoffe aus dem Rauchgas zu entfernen.
Das Prinzip der Waschflasche findet Anwendung bei Messung von Luftbelastungen. Umgebungsluft wird durch eine mit destilliertem Wasser gefüllte Gaswaschflasche geleitet. Veränderungen (Leitstoffreaktion) des elektrischen Wasserwiderstandes können im Anschluss elektronisch ausgewertet werden.
Kleinere Versionen – genannt Blubber, Blubberer oder Blasenzähler – dienen als Indikator oder Kontrollanzeige dafür, dass in einem Rohr ein Gasstrom fließt oder zwischen zwei Räumen ein gewisser, orientierter Druckunterschied herrscht. Anwendung analog einem Durchflussanzeiger in Flüssigkeitsströmen. Die Anzahl der im Blasenzähler pro Zeitspanne aufsteigender Blasen kann als halbquantitative Anzeige für die strömende Gasmenge dienen. In Kombination mit einem Nadelventil kann der Experimentator somit eine ungefähre Dosierung des Gas-Volumenstromes vornehmen.